# 덕동초등학교
덕동초등학교(德東初等學校)는 대한민국 경기도 평택시 비전2동에 위치한 공립 초등학교로, 1995년 개교하였다. 교훈은 ‘기본이 튼튼한 어린이’이며, 교목은 은행나무, 교화는 장미이다.

## 연혁
- 1995.03 덕동초등학교 개교(16학급)
- 1997.03 덕동초등학교 병설유치원 개원
- 1998.03 학교 급식실 준공 및 급식 시작
- 2007.12 학교평가 우수교 표창(교육감)
- 2008.10 학교도서관 증축 및 리모델링
- 2008.12 전국 100대 교육과정 최우수교 표창 (교육과학기술부장관)
- 2012.04 특색있는 학교교육과정 편성·운영 우수교 표창(교육장)
- 2012.12 자기주도 학습력 향상 우수교 표창(교육장)
- 2012.12 경기교육 실천 우수교 표창(교육감)
- 2013.12 건강한 학생 육성 우수교 표창(교육감)
- 2013.12 두드림 학습장 활용 우수교 표창(교육장)
- 2013.12 문화예술 어울림 한마당 참여우수교 표창(교육감)
- 2014.02 제18회 졸업식(졸업생 4,661명)
- 2014.03 제8대 박영철 교장선생님 부임
- 2014.03 45학급 편성(특수 1학급 포함)
- 2015.02 제19회 졸업식(졸업생 4,903명)
- 2015.03 44학급 편성(특수 1학급 포함)
- 2016.03 43학급 편성(특수 1학급 포함)